# Mario Aquije
Mario Aquije Ramos (Lima, 5 de marzo de 1946) es un exfutbolista peruano que jugaba como delantero.

## Trayectoria
Nació en el distrito de Lince, se mudó al Rímac desde los 5 a 10 años, en 1956 regresó a Lince y sus inicios con la pelota fue a los 12 años en el club de su barrio llamado Garcilaso de la Vega (nombre del Jirón que cruza la cuadra 6 y 7 de la Av. Canevaro).
Llegó a Sporting Cristal en 1960 para ser parte de los infantiles, en 1964 fue promovido a la 4.ª especial y debutó en el primer equipo en 1965 en un partido ante el ascendido Defensor Arica con triunfo 2-1 jugado el 3 de octubre, posteriormente logró dos títulos en 1968 y 1970.
El gol que más se le recuerda con el cuadro bajopontino fue en la Copa Libertadores de 1968, cuando anotó un gol de 'caracol' a Universitario de Deportes en el partido de ida que quedó igualado 1-1 jugado el 15 de febrero en el estadio Nacional.
Luego de la Copa Libertadores 1971 pasó al Atlético Chalaco siendo pieza importante para el logrado retorno a la primera división en 1972 bajo la DT. de Toto Terry que lo había dirigido en los infantiles del club cervecero. 
Regresó a Sporting Cristal en 1976, año de su retiro.
También fue parte de la Selección juvenil en 1964 en el Sudamericano de Colombia bajo la DT. del brasileño Marinho de Oliveira y Rafael Castillo. 

### Post retiro
Fue teniente-alcalde del distrito de  Lince entre 1974 y 1977. A inicios de los 80s jugó por el Club Caminantes de la Liga del distrito de Pueblo Libre. 
Desde 1985 reside en Estados Unidos junto a su esposa (desde 1967) Zonia Isabel Ramos de Aquije. Tiene tres hijos: Mario Jr., Katherine y Lorena.
Jugó en Los Inkas FC entre 1988 y 1990 que participó en la Liga Amateur de USA.

## Clubes
| Club             | País | Año         |
| ---------------- | ---- | ----------- |
| Sporting Cristal | Perú | 1965 - 1971 |
| Atlético Chalaco | Perú | 1971 - 1974 |
| Sporting Cristal | Perú | 1976        |

## Palmarés

### Campeonatos nacionales
| Título           | Club             | País | Año  |
| ---------------- | ---------------- | ---- | ---- |
| Primera División | Sporting Cristal | Perú | 1968 |
| Primera División | Sporting Cristal | Perú | 1970 |
| Segunda División | Atlético Chalaco | Perú | 1972 |